# Kiko Seike
Kiko Seike (清家 貴子 Seike Kiko?, nacido el 8 de agosto de 1996 en Tokio) es una futbolista japonesa que juega como defensa en el Brighton & Hove Albion de la Women's Super League de Inglaterra.
Desde 2019 Seike juega para la selección femenina de Japón.

## Trayectoria

### Clubes
Debutó en Urawa Red Diamonds Ladies en 2014. En la temporada 2023-24 de la WE League, Seike fue la goleadora del torneo con 20 goles y ganó el premio "WE League MVP", como la mejor jugadora de la liga.
En junio de 2024, Seike fue anunciada como nueva jugadora del Brighton & Hove Albion.
| Club                   | País       | Año       |
| ---------------------- | ---------- | --------- |
| Urawa Red Diamonds     | Japón      | 2014-2024 |
| Brighton & Hove Albion | Inglaterra | 2024-act. |

### Selección nacional
| Selección | País  | Año       |
| --------- | ----- | --------- |
| Absoluta  | Japón | 2019-act. |

#### Estadísticas
| Selección de Japón | Selección de Japón | Selección de Japón |
| Año                | Part.              | Goles              |
| ------------------ | ------------------ | ------------------ |
| 2019               | 2                  | 1                  |
| 2022               | 4                  | 1                  |
| 2023               | 10                 | 4                  |
| 2024               | 5                  | 1                  |
| Total              | 21                 | 7                  |

## Palmarés
- Urawa Red Diamonds Ladies
  - WE League (2): 2022-23, 2023-24.
  - Nadeshiko League División 1 (2): 2014, 2020.
  - Copa de la WE League (1): 2022-23.
  - Copa de la Emperatriz (1): 2021.
  - Campeonato de Clubes Femenino de la AFC (1): 2023.[3]

- Selección de Japón
  - Campeonato de Asia Oriental (2): 2019, 2022.

- Distinciones individuales
  - Futbolista femenina del año de la AFC: 2023.[4]